# Mastino abruzzese

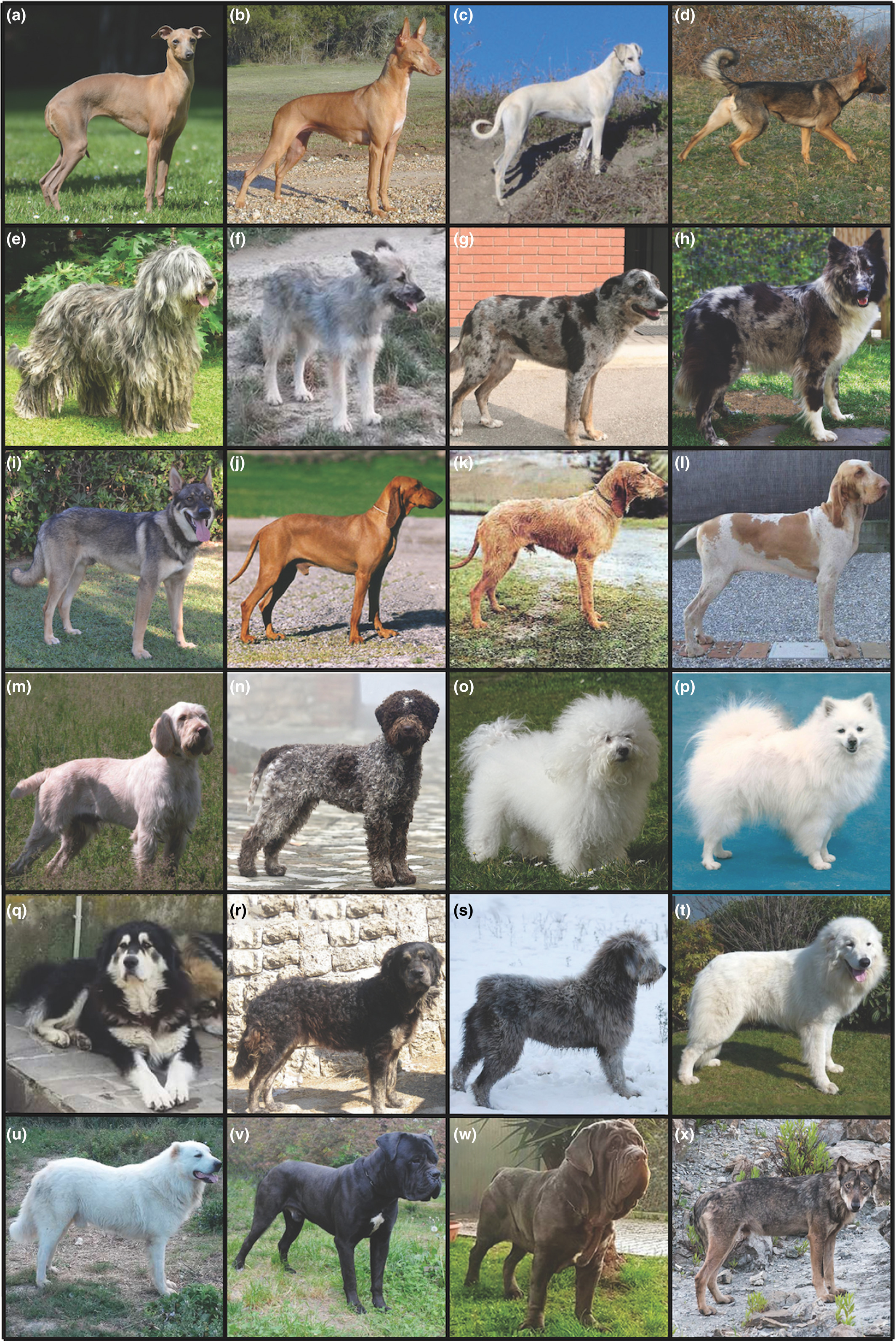
Il mastino abruzzese una delle 23 razze italiane note (quart'ultimo)

Il mastino abruzzese (detto anche pastore abruzzese, oppure cane da pecora) rappresenta l'originale varietà abruzzese di cane da guardia al gregge ed è caratterizzato dalla grande taglia. Questi cani hanno avuto molto successo come custodi del bestiame, cani da guardiania, specialmente negli Stati Uniti ed in Norvegia, dove sembra che riescano a difendere gli armenti perfino da orsi.
Uno speciale collare munito di spuntoni di ferro e chiamato vreccale viene indossato dai mastini per proteggerne la gola dagli attacchi dei lupi. La regione Abruzzo ha deciso di tutelare la razza, passando normative tese a salvaguardare il ceppo originale come distinto dal cane da pastore maremmano abruzzese della cinofilia ufficiale.